# The Becoming
Pistes de The Downward Spiral
Ruiner I Do Not Want This
The Becoming est une chanson du groupe de metal industriel Nine Inch Nails et la septième piste sur The Downward Spiral.

## Annie
Dans une interview en 2004 pour Alternative Press, Reznor a été interrogé sur l'utilisation du nom Annie dans cette chanson.
« Oh, et « Annie » était une référence abstraite à une amoureuse de l'université / une situation de chagrin d'amour, qui à l'époque où j'écrivais cette chanson était une source valable de douleur émotionnelle à laquelle puiser. Son vrai nom est Andrea Mulrain, et son numéro de téléphone est [numéro supprimé pour des raisons de confidentialité.] »